# Giancarlo Laurini
Giancarlo Laurini (Tito, 19 aprile 1938 – Napoli, 28 febbraio 2024) è stato un politico italiano.

## Biografia
Laureato in giurisprudenza, fu ordinario di diritto commerciale presso l'Università degli Studi di Napoli Federico II, nonché notaio a Napoli.
Fu eletto deputato nella circoscrizione XIX (Campania 1) il 21 aprile 2006, iscritto al gruppo parlamentare di Forza Italia dal 3 maggio. Essendo vice presidente dell'Automobil club di Napoli, il Comitato per le incompatibilità parlamentari sollevò una questione di incompatibilità con la carica di parlamentare alla Giunta per le elezioni, mentre il suo ruolo come presidente dei Probiviri della Banca popolare di sviluppo di Napoli non fu considerato un ostacolo all'esercizio del mandato parlamentare.
Dal 2010 fu Presidente del Consiglio Nazionale del Notariato, ovvero la massima carica del Notariato italiano, carica che già ricoprì dal 1992 al 1998.
Morì a Napoli il 28 febbraio 2024 all'età di 85 anni.